# Maedi
Els maedi (en grec antic Μαιδοί o Μαῖδοι) eren un poble poderós de l'oest de Tràcia, que vivia prop de les fonts de l'Axius (Vàrdar) i del Margus (Morava), i al sud de les estivacions del Scomius.
Estrabó diu que tenien a l'est als tunates de Dardània i que l'Axius corria pel seu territori. Feien freqüents incursions a Macedònia fins que el 211 aC Filip V de Macedònia va envair el seu territori i va conquerir la seva capital Iamphorina, que podria ser la moderna Vrania o Ivorina a l'alta vall del Morava. El rei va arribar fins a les muntanyes Hemos i a la tornada se li va sotmetre la fortalesa de Petra, segons diu Titus Livi. Entre altres ciutats d'aquest poble es mencionen Fraganda i Desudaba, probablement la moderna Kumànovo. Es deia que els maedi eren de la mateixa ètnia que els bitinis de l'Àsia Menor i eren anomenats medobitinis, segons Estrabó i Esteve de Bizanci.